# Cotalpa lanigera
Cotalpa lanigera là một loài bọ cánh cứng trong họ Scarabaeidae.

## Hình ảnh

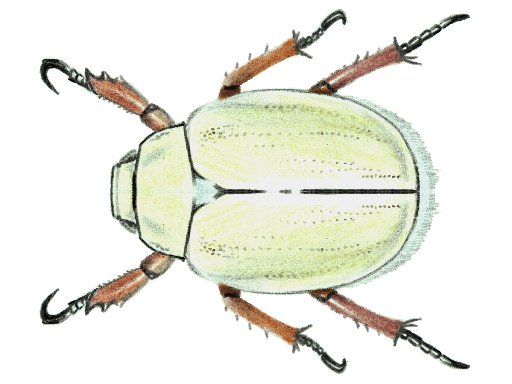
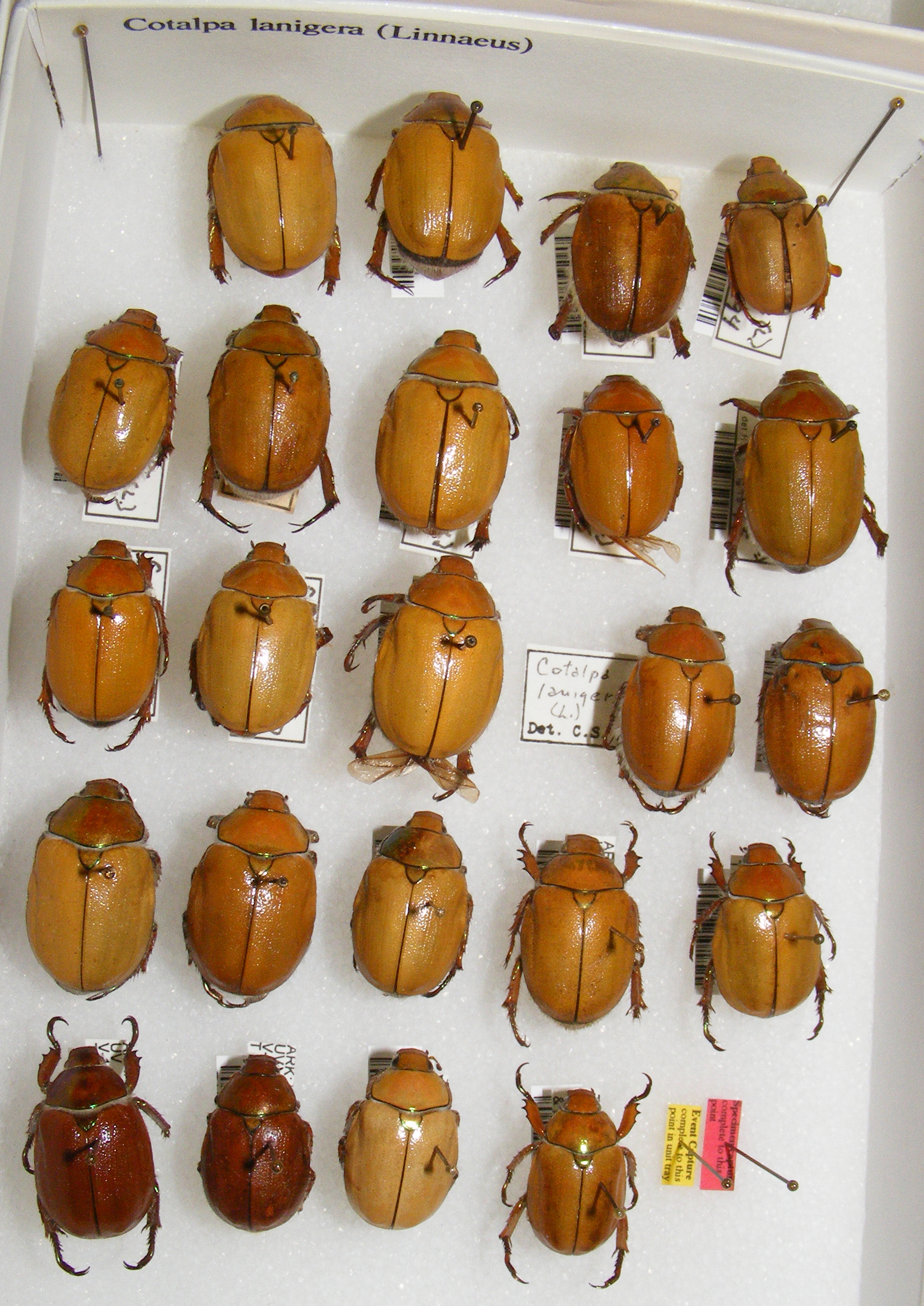